# Waizendorf (Bechhofen)
Waizendorf ist ein Gemeindeteil des Marktes Bechhofen im Landkreis Ansbach (Mittelfranken, Bayern). Die Gemarkung Waizendorf hat eine Fläche von 2,988 km².  Sie ist in 542 Flurstücke aufgeteilt, die eine durchschnittliche Fläche von 5512,66 m² haben. In ihr liegen neben dem namensgebenden Ort die Gemeindeteile Königshofen an der Heide (zum Teil) und Rohrbach.

## Geographie
Das Dorf liegt am Nordufer der Wieseth dem Ort Rohrbach direkt gegenüber, gut einen Kilometer westlich von Bechhofen. Im Nordwesten liegt das Waldgebiet Hoher Schlag. Die Kreisstraße AN 54 führt nach Rohrbach (0,2 km südlich) bzw. die Staatsstraße 2222 kreuzend nach Sachsbach (2,7 km nördlich). Eine Gemeindeverbindungsstraße verläuft nach Bruck (1,6 km westlich) bzw. zur Staatsstraße 2222 (0,6 km östlich).

## Geschichte
In der ersten Hälfte des 13. Jahrhunderts besaß das Kloster Heilsbronn bereits Güter in Waizendorf. Diese wurden 1245 an Konrad und Rüdiger von Dietenhofen gegen zwei Höfe in Göddeldorf und Trachenhöfstatt getauscht. 1249 erwarb das Kloster erneut Güter in Waizendorf, darunter vermutlich auch das dortige Schloss, das bis zur Klosterauflösung Sitz des Klostervogtamts Waizendorf war. Erkinger von Reichenau verkaufte 1320 an das Kloster eine Wiese bei Waizendorf, ein Holz und das Fischwasser. 1331 und 1335 kamen die Mühle in Waizendorf, Wiesen und fünf Güter hinzu. 1332 verkaufte Konrad Steinheim ein Gefälle von einem Gut in Waizendorf an das Kloster. 1336 schenkte Konrad Ozenberger dem Kloster Gefälle, u. a. auch in Waizendorf. 1346 kaufte das Kloster die Auwiese bei Waizendorf.
1520/21 ließ der damalige 26. Abt Wenk das Schloss renovieren. Nach dem Tod des letzten Abts Melchior Wunder im Jahr 1578 fiel das ganze Amt Waizendorf dem Ansbacher Markgrafen Georg Friedrich I. zu.
Im Dreißigjährigen Krieg wurde Waizendorf im Gegensatz zu den Nachbarorten zwar nicht abgebrannt, verödete aber dennoch größtenteils.
Waizendorf lag im Fraischbezirk des ansbachischen Oberamtes Feuchtwangen. 1732 bestand der Ort aus 12 Anwesen (1 Mahlmühle, 1 Schneidmühle, 5 Höfe, 1 Gütlein mit Schmiede, 1 Gütlein mit Zapfenwirtschaft, 3 Gütlein) und einem Schloss. Die Dorf- und Gemeindeherrschaft und die Grundherrschaft über alle Anwesen hatte das Verwalteramt Waizendorf. An diesen Verhältnissen änderte sich bis zum Ende des Alten Reiches nichts. Von 1797 bis 1808 unterstand der Ort dem Justiz- und Kammeramt Feuchtwangen.
1806 kam Waizendorf an das Königreich Bayern. Mit dem Gemeindeedikt Anfang des 19. Jahrhunderts wurde Waizendorf dem Steuerdistrikt Bechhofen zugeordnet. Wenig später entstand die Ruralgemeinde Waizendorf, zu der Rohrbach gehörte. Sie war in Verwaltung und Gerichtsbarkeit dem Landgericht Herrieden zugeordnet. Die Gemeinde hatte 1964 eine Gebietsfläche von 2,987 km². Im Zuge der Gebietsreform in Bayern wurde diese am 1. Januar 1974 nach Bechhofen eingemeindet.

### Baudenkmäler
- Haus Nr. 4 (abgerissen 2011): Waizendorfer Mühle; Wohnstallhaus, massives Erdgeschoss, Obergeschosse Fachwerk, 18./19. Jahrhundert[14]
- Haus Nr. 12: Wohnstallhaus, eingeschossiger massiver Bau mit Steildach, 1. Hälfte 19. Jahrhundert[14]

### Einwohnerentwicklung
Gemeinde Waizendorf
| Jahr      | 1818   | 1840   | 1852   | 1855   | 1861   | 1867   | 1871   | 1875   | 1880   | 1885   | 1890   | 1895   | 1900   | 1905   | 1910   | 1919   | 1925   | 1933   | 1939   | 1946   | 1950   | 1952   | 1961   | 1970   |
| Einwohner | 135    | 111    | 148    | 141    | 145    | 139    | 140    | 124    | 140    | 121    | 115    | 131    | 132    | 130    | 146    | 139    | 160    | 163    | 161    | 238    | 215    | 206    | 196    | 186    |
| Häuser    | 24     | 23     |        |        |        |        | 29     |        |        | 30     | 28     |        | 29     |        |        |        | 29     |        |        |        | 32     |        | 35     |        |
| Quelle    | [ 16 ] | [ 17 ] | [ 18 ] | [ 18 ] | [ 19 ] | [ 20 ] | [ 21 ] | [ 22 ] | [ 23 ] | [ 24 ] | [ 25 ] | [ 18 ] | [ 26 ] | [ 18 ] | [ 27 ] | [ 18 ] | [ 28 ] | [ 18 ] | [ 18 ] | [ 18 ] | [ 29 ] | [ 18 ] | [ 11 ] | [ 30 ] |

Ort Waizendorf
| Jahr      | 001818 | 001840 | 001861 | 001871 | 001885 | 001900 | 001925 | 001950 | 001961 | 001970 | 001987 | 002001 | 002011 | 002017 | 002023 |
| Einwohner | 77     | 62     | 80     | 83     | 69     | 64     | 90     | 142    | 118    | 110    | 96     | 99     | 83     | 97     | 83     |
| Häuser    | 13     | 13     |        |        | 16     | 14     | 15     | 17     | 20     |        | 25     |        |        |        |        |
| Quelle    | [ 16 ] | [ 17 ] | [ 19 ] | [ 21 ] | [ 24 ] | [ 26 ] | [ 28 ] | [ 29 ] | [ 11 ] | [ 30 ] | [ 31 ] | [ 32 ] |        | [ 33 ] | [ 1 ]  |

## Religion
Der Ort ist seit der Reformation evangelisch-lutherisch geprägt und bis heute nach St. Maria (Königshofen a.d.Heide) gepfarrt. Die Einwohner römisch-katholischer Konfession waren ursprünglich nach St. Laurentius (Großenried) gepfarrt, heute ist die Pfarrei Herz Jesu (Bechhofen) zuständig.